# Bollnäs Tidning
Bollnäs Tidning var en dagstidning utgiven i Bollnäs från 3 december 1898 till 9 augusti 1900. Fullständig titel  var Bollnäs Tidning / Organ för södra och västra Helsingland.

## Redaktion
Redaktionsort för tidningen var hela tiden Bollnäs. Ansvarig utgivare och redaktör för tidningen var hela tiden var Uno Valdemar Landén. Tidningen var frisinnad. Ett provnummer trycktes den 26 november 1898. Tidningen gavs ut 2 dagar i veckan hela tiden, till 7 januari 1899 på onsdagar och lördagar, men redan 13 januari 1899 åter ändrat till måndag och torsdag på eftermiddagen för resten av utgivningstiden. Utgivningsuppehåll för tidningen 1900-07-09--1900-08-02.

## Tryckning
Tryckeri  var Söderhamnspostens tryckeri  i Söderhamn hela tiden. Förlag var till 31 december 1898 Uno Valdemar Landén i Bollnäs och sedan till 9 augusti 1900 Aktiebolaget Bollnäs tidning med säte i Bollnäs. Tidningen trycktes med antikva, bara  i svart på en stor satsyta 51 x36 cm med 4 sidor hela tiden. Priset för tidningen var 3 kronor och 60 öre.

## Föregångare med samma namn
Bollnäs Tidning med tillägget Nyhets- och Annonsblad för Helsingland gavs ut 1 juli 1876 till 22 december 1877 och utan titeltillägg 29 december 1877 till 1 maj 1880.
Tidningen trycktes. hos Gefle Tryckeriaktiebolag med typsnitten frakturstil. och antikva. samt titelvignett från 19 augusti 1876. Tidningen kom ut lördagar med 4 sidor och folioformat med 4 spalter 1876, därefter 5 spalter och större format. Priset var 3 kronor och 25 öre i prenumeration.
Utgivningsbevis  utfärdades för redaktör Gabriel Ödmann 12 juni 1876, redaktör O. E. Norén 8 januari 1877, samt litteratören Josef Birger Hallén 21 december 1877, som också varit tidningens redaktörer. Tidningen såldes 1 maj 1880  till redaktör J. O. M. Serrander. Hans tidning Norrlandsposten lämnades såsom ersättning till prenumeranterna samt i Norrlandspostens titel meddelades, att den utgavs  I stället för Bollnäs Tidning.